# Ferencvárosi TC (handboll)
Ferencvárosi Torna Club (Ferencvárosi TC), även känd som Ferencváros, är ett ungerskt damlag i handboll från distriktet Ferencváros i Budapest, bildat 1950. Av sponsorskäl kallas laget FTC-Rail Cargo Hungaria. Laget spelar sina hemmamatcher i Elek Gyula Aréna (invigd 1997).

## Spelartrupp 2023/2024
| Nr | Land          | Pos | Namn             |
| -- | ------------- | --- | ---------------- |
| 13 | Ungern        | MV  | Kinga Janurik    |
| 16 | Ungern        | MV  | Blanka Böde-Bíró |
| 84 | Ungern        | MV  | Virág Mészáros   |
| 2  | Ungern        | ??  | Laura Szabó      |
| 3  | Frankrike     | M6  | Béatrice Edwige  |
| 14 | Ungern        | M6  | Anett Kisfaludy  |
| 15 | Ungern        | V6  | Júlia Hársfalvi  |
| 18 | Ungern        | H6  | Anett Kovács     |
| 20 | Tyskland      | V9  | Emily Bölk       |
| 21 | Ungern        | V6  | Gréta Márton     |
| 23 | Ungern        | V9  | Zsuzsanna Tomori |
| 24 | Ungern        | H6  | Dorka Papp       |
| 26 | Nederländerna | H6  | Angela Malestein |
| 27 | Ungern        | M9  | Anna Kukely      |

| Nr | Land          | Pos | Namn                      |
| -- | ------------- | --- | ------------------------- |
| 38 | Ungern        | M9  | Petra Simon               |
| 42 | Nederländerna | H9  | Katrin Klujber            |
| 50 | Ungern        | V9  | Luca Kármán               |
| 58 | Ungern        | M6  | Réka Bordás               |
| 72 | Serbien       | M6  | Dragana Cvijić            |
| 77 | Serbien       | M9  | Andrea Lekić              |
| 80 | Montenegro    | H9  | Jelena Despotović         |
| 86 | Ungern        | ??  | Fanni Török               |
| 88 | Ungern        | ??  | Fanni Horváth             |
| 90 | Ungern        | V9  | Szandra Szöllősi-Zácsik   |
| 91 | Ungern        | M9  | Anikó Cirjenics-Kovacsics |
| 94 | Ungern        | ??  | Anna Tóth                 |
| 95 | Ungern        | ??  | Aida Szabó                |

## Spelare i urval
- Erzsébet Bognár (1960–1975)
- Ágnes Farkas (1993–1996, 2000–2003)
- Márta Giba (1962–1980)
- Noémi Háfra (2014–2021)
- Erika Kirsner (1999–2007)
- Katrin Klujber (2018–)
- Beatrix Kökény (1992–2001)
- Dóra Lőwy (1994–2003)
- Angela Malestein (2020–)
- Ildikó Pádár (1987–2003)
- Nerea Pena (2012–2019)
- Eszter Siti (1995–1998, 1999–2003)
- Amália Sterbinszky (1969–1972)
- Zita Szucsánszki (2005–2023)
- Tímea Sugár (1999–2004)
- Zsuzsanna Tomori (2010–2015, 2022–)
- Beatrix Tóth (1992–1999)

## Meriter

### Internationellt
- Cupvinnarcupmästare tre gånger (rekord): 1978, 2011, 2012
- EHF-cupmästare 2006

### Nationellt
- Ungerska mästare 13 gånger: 1966, 1968, 1969, 1971, 1994, 1995, 1996, 1997, 2000, 2002, 2007, 2015, 2021
- Ungerska cupmästare 14 gånger: 1967, 1970, 1972, 1977, 1993, 1994, 1995, 1996, 1997, 2001, 2003, 2017, 2022, 2023